# فاندرلي (لاعب كرة قدم مواليد 1977)
فاندرلي هو لاعب كرة قدم برازيلي في مركز الدفاع، ولد في 18 يونيو 1977. لعب مع ألانيا ونادي روستوف.